# David Hollander
David Hollander (geb. 16. Mai 1968 in Pittsburgh, Pennsylvania) ist ein US-amerikanischer Drehbuchautor, Fernsehregisseur und Produzent, der für den Emmy nominiert wurde.

## Leben und Arbeit
Er hat das in Pittsburgh spielende CBS-Gerichtsdrama The Guardian erdacht, geschrieben und produziert. In der Hauptrolle spielt Simon Baker. Hollander gab hier mit der Inszenierung einer Folgen auch seine Regiedebüt. Er hat auch die kurzlebige TNT-Serie Heartland – Paradies für Pferde erschaffen und war seit der dritten Staffel Showrunner der langlaufenden Serie Ray Donovan. Er war bei der Serie seit der ersten Staffel Co-Executive Producer und übernahm den Job als Showrunner von der Urheberin der Serie Ann Biderman. 2022 inszenierte er mit dem Film Ray Donovan: The Movie den Abschluss der Serie. Er führte 2009 Regie beim Film Gemeinsam stärker – Personal Effects mit Michelle Pfeiffer, Ashton Kutcher und Kathy Bates in den Hauptrollen.
David Hollander war von 1995 bis 2000 beim Screenwriting Master Programm der University of Southern California aktiv.
Hollander ist ein Alumnus der Northwestern University in Chicago.

## Filmografie (Auswahl)
- 2001–2004: The Guardian (Fernsehserie)
- 2007: Heartland (Fernsehserie)
- 2009: The Cleaner (Fernsehserie)
- 2009: Gemeinsam stärker – Personal Effects
- 2013–2020: Ray Donovan (Fernsehserie)
- 2022: Ray Donovan: The Movie (Fernsehfilm)